# لي سنغ-هو
لي سنغ-هو (هانغل: 이상호) هو لاعب كرة قدم كوري جنوبي في مركز نصف الجناح، ولد في 9 مايو 1987 في مدينة ألسان في كوريا الجنوبية. شارك مع منتخب كوريا الجنوبية تحت 20 سنة لكرة القدم ومنتخب كوريا الجنوبية تحت 23 سنة لكرة القدم ومنتخب كوريا الجنوبية لكرة القدم. أما مع النوادي، فقد لعب مع أولسان هيونداي وسوون سامسونغ بلووينغز ونادي الشارقة.

## وصلات خارجية
- لي سنغ-هو على موقع الاتحاد الدولي (مؤرشف)  (الإنجليزية)
- لي سنغ-هو على موقع دوري كوريا الجنوبية (الإنجليزية)
- لي سنغ-هو على موقع قاعدة بيانات كرة القدم.إي يو (الإنجليزية)
- لي سنغ-هو على موقع ناشيونال فوتبول تيمز (الإنجليزية)
- لي سنغ-هو على موقع Soccerway.com (الإنجليزية)